# Лисов Петро Миколайович
Петро Миколайович Лисов (24 січня 1907, село Малиново Махринської волості Александровського повіту Владимирської губернії, тепер Александровського району Владимирської області, Російська Федерація — 1986, місто Москва, тепер Російська Федерація) — радянський державний діяч, 1-й секретар Удмуртського обласного комітету ВКП(б). Депутат Верховної ради СРСР 3-го скликання.

## Життєпис
Народився в родині робітника-ткача. З 1919 по 1923 рік працював учнем столяра і столярем у ремісничо-столярній майстерні. У 1923—1925 роках — столяр при Карабановському волосному виконавчому комітеті. З травня 1925 по осінь 1928 року — столяр комбінату імені ІІІ-го Інтернаціоналу в місті Карабанові.
Член ВКП(б) з 1928 року.
З 1928 по 1931 рік — слухач робітничого факультету в місті Владимирі.
У 1931—1936 роках навчався в Московському автотракторному інституті, в Академії моторизації та механізації РСЧА та в Московському автомеханічному інституті імені Ломоносова. Здобув спеціальність інженера-технолога.
У 1936—1938 роках — заступник начальника цеху, начальник відділу заводоуправління, секретар комітету ВКП(б) Московського автомобільного заводу імені Сталіна.
У червні 1938 — квітні 1939 року — 1-й секретар Пролетарського районного комітету ВКП(б) міста Москви.
25 березня 1939 — 22 жовтня 1940 року — заступник начальника Управління НКВС по Московській області.
З грудня 1940 року — партійний організатор ЦК ВКП(б) авіаційного заводу в Москві.
У жовтні 1942 — грудні 1944 року — 1-й секретар Октябрського районного комітету ВКП(б) міста Москви. 
З грудня 1944 по листопада 1948 року — 1-й секретар Ленінського районного комітету ВКП(б) міста Москви.
У листопаді 1948 — 25 вересня 1950 року — 1-й секретар Удмуртського обласного комітету ВКП(б). Одночасно, 22 листопада 1948 — 27 травня 1950 року — 1-й секретар Іжевського міського комітету ВКП(б).
У 1950—1951 роках — в резерві ЦК ВКП(б).
У 1951—1960 роках — директор авіаційного заводу № 219 у місті Балашиха Московської області.
У 1960—1967 роках — заступник радника, радник з економічних питань Посольства СРСР у Китайській Народній Республіці.
У 1967—1972 роках — заступник начальника, начальник управління кадрів Державного комітету Ради міністрів СРСР із зовнішніх економічних зв'язків.
З липня 1972 року — персональний пенсіонер союзного значення в Москві.

## Звання
- капітан державної безпеки (11.04.1939)
- майор державної безпеки (9.05.1940)

## Нагороди
- орден Леніна (1947)
- орден «Знак Пошани» (1941)
- орден Червоної Зірки (11.07.1943)
- медалі
- знак «Заслужений працівник НКВС» (27.04.1940)